# Giovanni Battista Cattaneo Della Volta
Giovanni Battista Cattaneo Della Volta (Génova, 23 de junho de 1638 - Génova, 24 de dezembro de 1721) foi o 131.º Doge da República de Génova e rei da Córsega.

## Biografia
O mandato do doge Cattaneo Della Volta, o octogésimo sexto na sucessão bienal e o centésimo trigésimo primeiro na história republicana, caracterizou-se pela administração do estado. Entre as suas medidas mais importantes está a autorização concedida à comunidade de Nervi para a construção da nova marina. Após o mandato terminar a 5 de setembro de 1693 ele trocou a residência bienal do Palácio do Doge pelo seu palácio no centro histórico de Génova. Em 1713 retirou-se para a vida privada e faleceu a 24 de dezembro de 1721, em Génova.